# Cristal de Bohemia (Instrumental de Los Pekenikes)
«Cristal de Bohemia» es un tema instrumental del grupo español Los Pekenikes que ocupa la cara B del sencillo Poderoso Señor y es el cuarto de su tercer álbum: Alarma (1969). 
Cristal de Bohemia es un tema muy olvidado y sin embargo de pleno estilo Pekenike. Además del habitual sonido de viento y guitarras, se emplea un clave, instrumento muy de moda en esos años, como acercamiento al llamado pop barroco.

## Miembros
- Alfonso Sainz - Guitarra sajona
- Lucas Sainz - Guitarra solista
- Ignacio Martín Sequeros - Bajo eléctrico
- Tony Luz - Guitarra rítmica
- Félix Arribas - Batería
- Pedro Luis García - Trombón
- Vicente Gasca - Trompeta
- Clave y órgano eléctrico: ¿Waldo de los Ríos?